# گل عینک
گل عینک یا چشمک (نام علمی: Euphrasia rostkoviana) نام عربی آن «حشیشه النور» می‌باشد. گیاهی است یکساله، علفی و نیمه انگلی، از طریق ریشه‌هایش که دارای مکنده است روی ریشه گیاهان مجاور به‌ویژه گیاهان خانواده غلات مستقر شده و از شیره گیاهی گیاه میزبان می‌مکد و امرار معاش می‌نماید. برگهای آن کوچک، دندانه دار، در قسمت پایین ساقه متقابل و در قسمت بالا نامنظم و متناوب است. رنگ برگها سبز و بدون دمبرگ ساقه را در بغل می‌گیرد. گلهای آن به رنگ زرد روشن از بغل برگها در تابستان ظاهر می‌شود.